# Iroha
Iroha (jap. いろは, 伊呂波) – (1) skrót od Iroha-uta (jap. いろは歌, 伊呂波歌), japoński wiersz pochodzący z okresu Heian (794–1185), pierwszy znany jego zapis pochodzi z 1079 roku, jest on pangramem zawierającym każdy znak kana tylko jeden raz; (2) tradycyjny japoński sylabariusz; (3) podstawy, ABC czegoś; (4) sylaby służące do oznaczania kolejności, podobnie jak w alfabecie, zamiast: a, b, c, d, według iroha: i, ro, ha, ni, ho itd..

## Wiersz

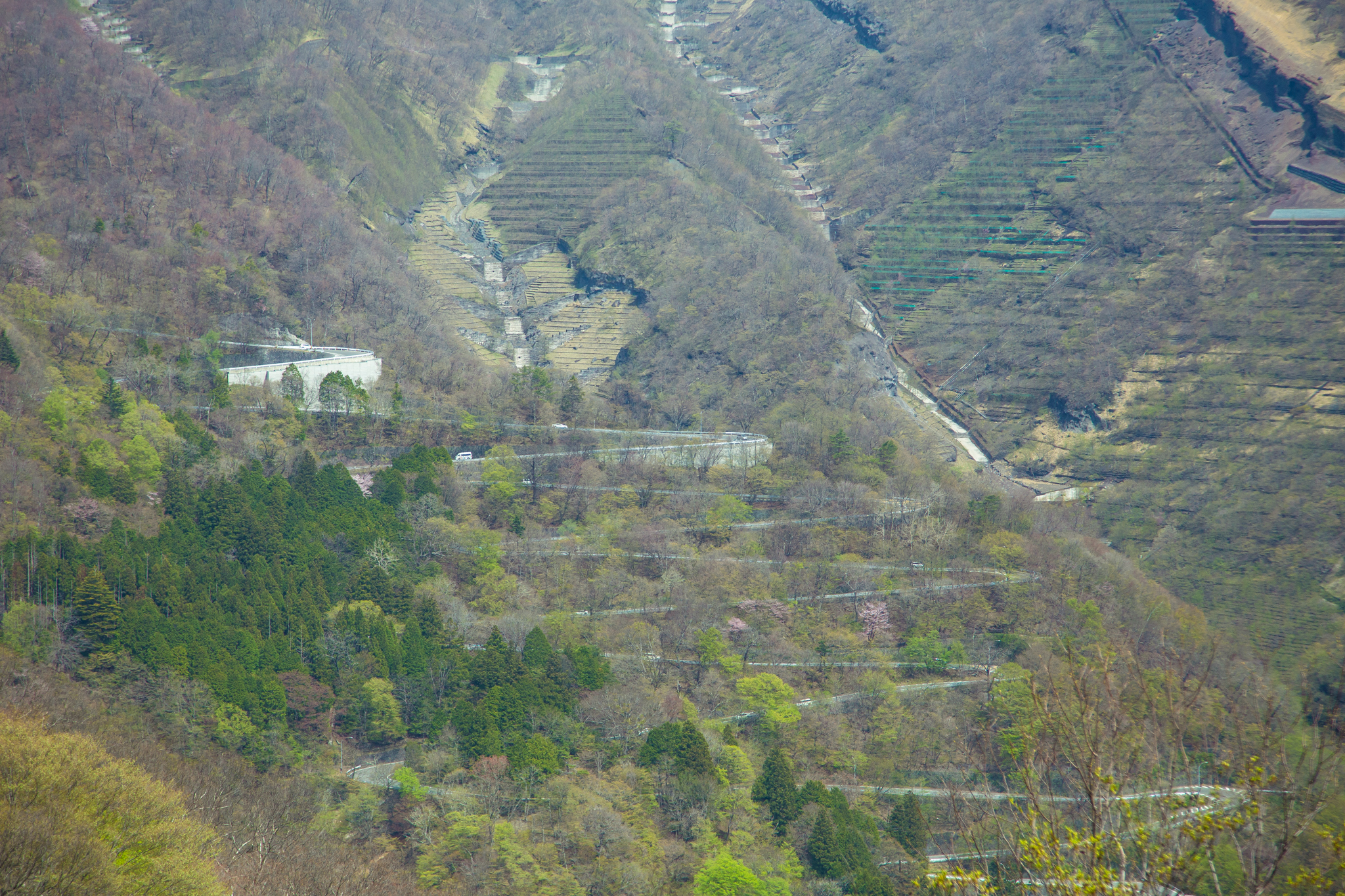
Iroha-zaka

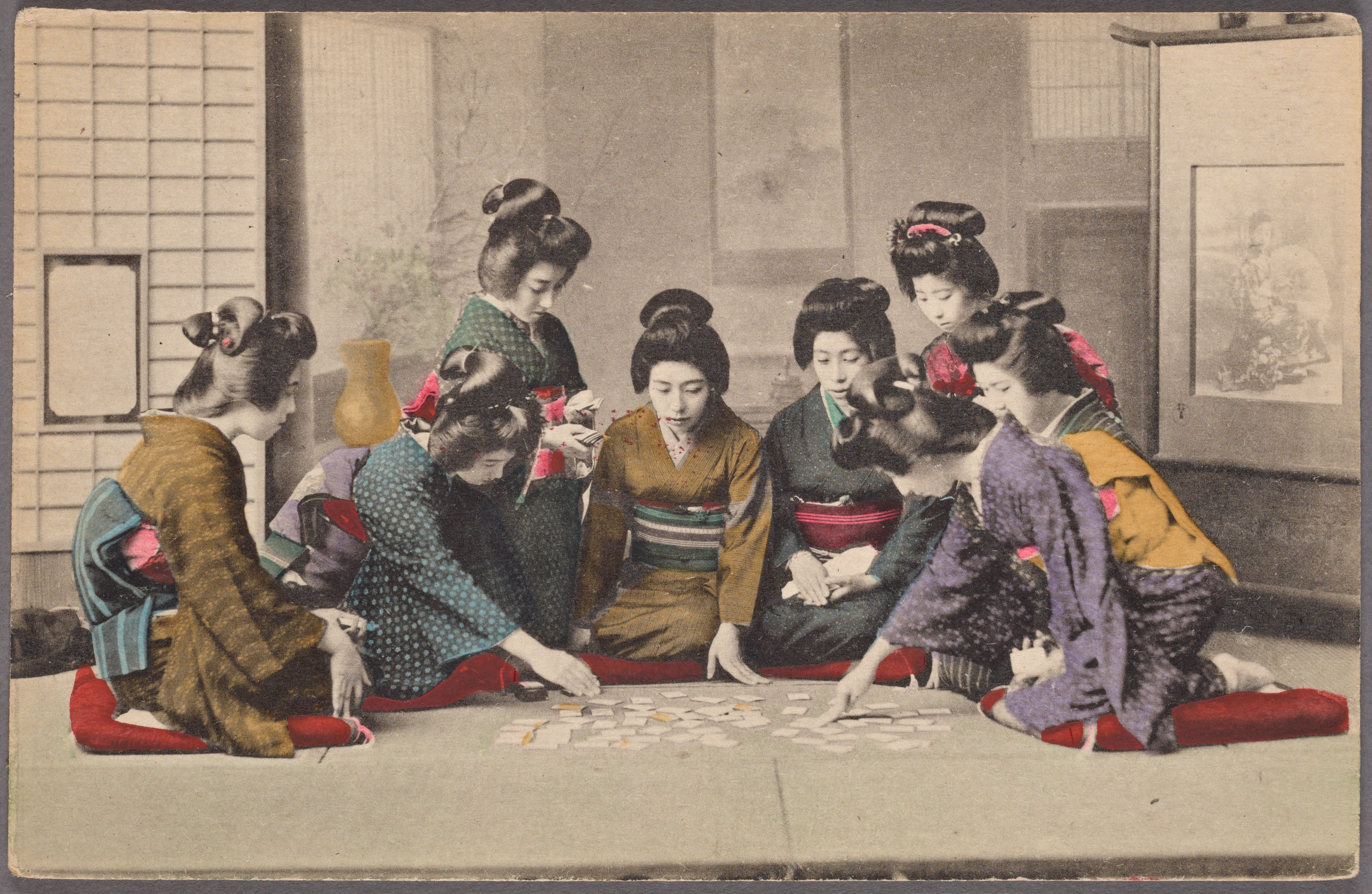
Dziewczęta grające w karuta (1900)

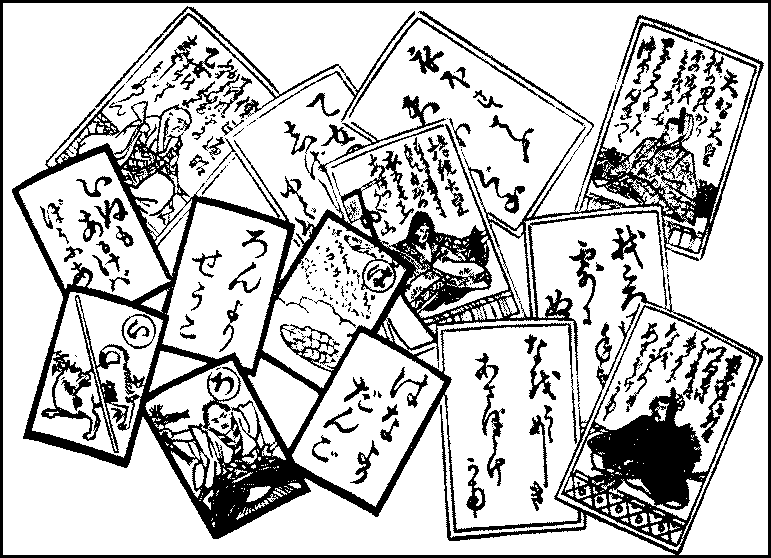
Karty iroha (1910)

Zapis iroha pismem man’yōgana (万葉仮名), najstarszym sposobem fonetycznego zapisu języka japońskiego znakami chińskimi. Wytłuszczone ostatnie znaki-sylaby każdej linii, złożone razem jako: 止加那久天之須, według współczesnego badacza Hideo Komatsu, układają się w ukryte zdanie toka [=toga] nakute shisu (咎無くて死す) oznaczające „umrzeć bez grzechu, winy / umrzeć bez czynienia zła”. Komatsu sugeruje, że jest to eulogia na cześć japońskiego mnicha o imieniu Kūkai.

以呂波耳本部止

千利奴流乎和加

餘多連曽津祢那

良牟有為能於久

耶万計不己衣天

阿佐伎喩女美之

恵比毛勢須

| Archaiczne     | Archaiczne       | Współczesne      | Współczesne      | Kolejność        | Tłumaczenia                   |
| hiragana       | transliteracja   | kanji i hiragana | wymowa           | wartość liczbowa |                               |
| -------------- | ---------------- | ---------------- | ---------------- | ---------------- | ----------------------------- |
| いろはにほへと | Iro ha nihoheto  | 色は匂へど       | Iro wa nioedo    | 1 - 7            | Nawet kwitnące kwiaty         |
| ちりぬるを     | Chirinuru wo     | 散りぬるを       | Chirinuru wo     | 8 - 12           | W końcu stracą swe płatki     |
| わかよたれそ   | Wa ka yo tare so | 我が世誰ぞ       | Wa ga yo dare zo | 13 - 18          | Kto na tym świecie            |
| つねならむ     | Tsune naramu     | 常ならん         | Tsune naran      | 19 - 23          | Pozostaje niezmienny?         |
| うゐのおくやま | Uwi no okuyama   | 有為の奥山       | Ui no okuyama    | 24 - 30          | Głębokie góry próżności       |
| けふこえて     | Kefu koete       | 今日越えて       | Kyō koete        | 31 - 35          | Przekraczamy je dzisiaj       |
| あさきゆめみし | Asaki yume mishi | 浅き夢見じ       | Asaki yume miji  | 36 - 42          | Nie zobaczymy płytkich marzeń |
| ゑひもせす     | Wehi mo sesu     | 酔ひもせず       | Ei mo sezu.      | 43 - 47          | Nie zostaniemy zwiedzeni      |

Angielskie tłumaczenie profesora Ryūichiego Abe:
Although its scent still lingers on
the form of a flower has scattered away
For whom will the glory
of this world remain unchanged?
Arriving today at the yonder side
of the deep mountains of evanescent existence
We shall never allow ourselves to drift away
intoxicated, in the world of shallow dreams.

## Zastosowanie
Iroha zawiera każdy znak kana (z wyjątkiem ん [-n], który był wówczas pisany jako む „mu”) i używana jest, współcześnie w mniejszym stopniu niż historycznie, do oznaczania kolejności. Współcześnie w taki sposób oznaczane są fotele w teatrach, pola gry go w zapisie kifu, numery klas w pociągach Japan Railways (JR): I – I klasa, Ro – II, Ha – III, a także (w katakanie) nuty:
| Nazwa solmizacyjna | do     | re      | mi      | fa      | so      | la      | si      |
| ------------------ | ------ | ------- | ------- | ------- | ------- | ------- | ------- |
| Język japoński     | イ (i) | ロ (ro) | ハ (ha) | ニ (ni) | ホ (ho) | ヘ (he) | ト (to) |

Kolejność iroha używana była historycznie do oznaczania broni w armii i marynarce japońskiej. Na przykład wielkie, oceaniczne okręty podwodne nosiły oznaczenie „I”, średnie okręty podwodne miały oznaczenie „Ro”, a małe okręty przybrzeżne oraz transportowe oznaczane były znakiem „Ha”.
Kolejne znaki iroha używane były do oznaczania kolejnych typów i modeli broni.  Na przykład pierwszy czołg średni nosił oznaczenie wz. 89 I-Go („wz. 89” odnosił się do roku wejścia do służby według kalendarza japońskiego 2589, czyli do roku 1929 według kalendarza gregoriańskiego), „I” oznacza „pierwszy”, a „Go” [号] to numer). Podobnie oznaczana była broń strzelecka projektowana i produkowana w japońskich arsenałach państwowych.
System iroha używany był także, choć niekonsekwentnie, do oznaczania tajnych projektów japońskich wunderwaffe z okresu II wojny światowej. Na przykład, pierwszy japoński tajny projekt, odpowiednik niemieckiego goliata nosił oznaczenie I-Go (Numer 1, Broń A), drugi Ro-Go (Numer 2, Broń B), itd. System oznaczeń tajnych broni nie był konsekwentny, na przykład bomba balonowa fu-go nie była trzydziestą drugą bronią tego typu. W tym przypadku „Fu” pochodziło od słowa fūsen („balon”).
Iroha-zaka (zaka oznacza „stok”, „zbocze”, „wzgórze”) to para krętych dróg, które łączą niższe wzniesienia w pobliżu Nikkō z wyższymi wzniesieniami górzystego regionu Oku-nikkō (różnica wzniesień wynosi 440 m). Liczba bardzo ostrych zakrętów (jak wygięcia szpilki do włosów) odpowiada liczbie sylab iroha. Obie drogi zostały zbudowane odpowiednio w latach 1954 i 1965. Starsza droga jest otwarta dla ruchu w dół i obejmuje postój, z którego można zobaczyć dwa wodospady. Nowsza droga jest otwarta tylko dla ruchu w górę. Jesienią na obu drogach panuje zwiększony ruch, gdyż turyści udający się do kompleksu-mauzoleum Nikkō Tōshō-gū, pragną także podziwiać bogactwo kolorów roślinności, poprzez którą prowadzą obie drogi.
Karuta (z port. carta) to japońska nazwa gry karcianej wprowadzonej do Japonii przez portugalskich kupców w XVI wieku. Dwa główne rodzaje karuta to:
- uta-garuta →　„karty wierszy”, 200 kart podzielonych na dwa zestawy, z których każdy zawiera 100 wierszy waka. Jeden zestaw służy do czytania (yomi-fuda), a drugi do pobierania (torifuda)[3];
- iroha-garuta → łatwiejsza forma karuty, dwa zestawy po 48 kart, zamiast poezji waka zawiera przysłowia[3].